# بورسول (ألطاي كراي)
بورسول (بالروسية: Бурсоль) هي مدينة في مقاطعة ألطاي كراي في روسيا.